# Джигурту, Ион
Ион Джигурту (рум. Ion Gigurtu; 24 июня 1886 — 24 ноября 1959) — румынский политический и государственный деятель, премьер-министр Румынии, дипломат, инженер, промышленник.

## Биография

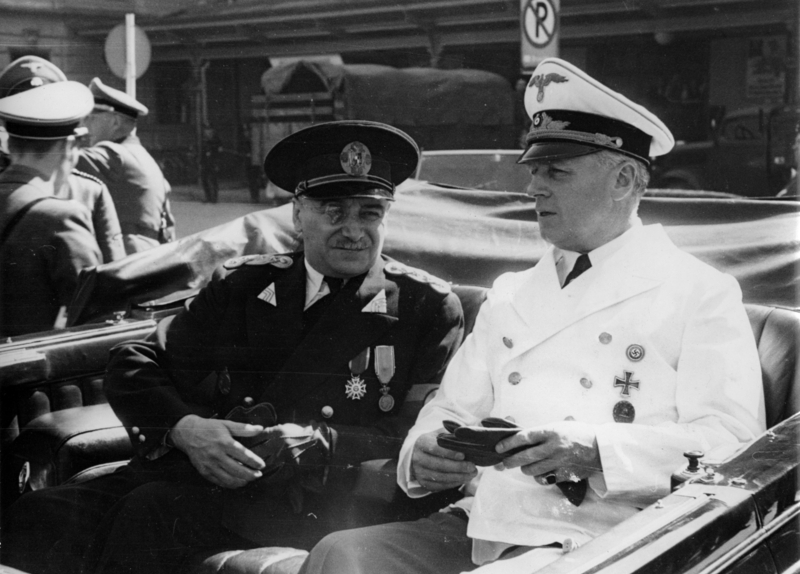
И. Джигурту (слева) во время переговоров с Иоахимом фон Риббентропом в Зальцбурге, июль 1940 г.

Сын генерала. Образование получил в Германии. Выпускник Фрайбергской горной академии, затем окончил Берлинскую высшую техническую школу. Горный инженер.
С 1912 по 1916 год работал в министерстве промышленности и торговли Румынии. Офицером разведки участвовал во Второй Балканской войне. С 1916 по 1918 год — участник румынской кампании Первой мировой войны.
После окончания войны в октябре 1919 года был в числе основателей Румынского общества промышленности и торговли (SERIC), возглавлял Общество добычи слюды с момента его основания весной 1921 года до октября 1944 года. Занимался журналистикой, был основателем журнала «Libertatea» (1933—1940).
Один из наиболее успешных предпринимателей межвоенной Румынии, был акционером и покровительствовал многим горнодобывающим компаниям, сумев накопить большое состояние. Успешный промышленник. Президент азотной компании и Дисконтного банка (Banca de Scont).
Политик. В 1926 году стал депутатом Палаты депутатов Румынии от Народной партии А. Авереску. В 1932 года был одним из основателей собственной политической партии — Национальной аграрной партии (1932—1935).
В июле 1937 года — член Высшего экономического совета Министерства промышленности и торговли Румынии. Позже возглавил Министерство промышленности и торговли.
Был министром общественных работ и связи (ноябрь 1939 — июнь 1940), министром иностранных дел (1 июня — 28 июня 1940) и государственным секретарём в ранге министра (28 июня — 4 июля 1940).
После присоединения Бессарабии и Северной Буковины к СССР был назначен Премьер-министром Румынии (4 июля — 5 сентября 1940). Король Кароль II надеялся, что он сможет переориентировать внешнюю политику Румынии на державы Оси и спасти Великую Румынию.
Оставался в Румынии до конца Второй мировой войны. Арестован в октябре 1944 года, после падения короля Михая I и кондукэтора Йо́на Антоне́ску, находился под домашним арестом в Бухаресте.
После прихода к власти коммунистов, остался в стране. Был арестован, но в июне 1946 года освобожден. Позже несколько раз арестовывался и освобождался коммунистическими властями. В 1950 году заключён в тюрьму в Сигете вместе с другими бывшими чиновниками межвоенного периода. Был осужден за репрессии против членов коммунистической партии во время его правления и приговорен к пятнадцати годам тюремного заключения, где и умер.